# St. Gertraud (Ulten)
St. Gertraud (italienisch Santa Gertrude) ist eine etwa 200 Einwohner umfassende Fraktion der Gemeinde Ulten in Südtirol.

## Lage
St. Gertraud ist das letzte Dorf im hinteren Ultental. Es liegt auf ca. 1500 m Höhe. Hinter dem Ort beginnt der Nationalpark Stilfserjoch. Direkt überragt wird er vom 2469 m hohen Nagelstein, etwas weiter taleinwärts über dem Talschluss befindet sich der höchste Berg des Ultentals, die 3443 m hohe Hintere Eggenspitze. In ihrer Nähe entspringt die Falschauer, die das gesamte Ultental entwässert und bei Lana in die Etsch mündet. Bei St. Gertraud zweigen zwei Hochtäler vom Tal der Falschauer ab, das Kirchbergtal nach Süden und das Flatschbergtal nach Norden. Sie sind über Alm- oder Wanderwege erschlossen. Eine schmale Straße führt von St. Gertraud zum Weißbrunnsee, wo sie nach ca. sechs Kilometern auf 1885 m Höhe bei der Unteren Weißbrunneralm endet.

## Bildung
In St. Gertraud gibt es eine Grundschule für die deutsche Sprachgruppe. Die Mittelschule besuchen die Kinder in St. Walburg.

## Sehenswürdigkeiten

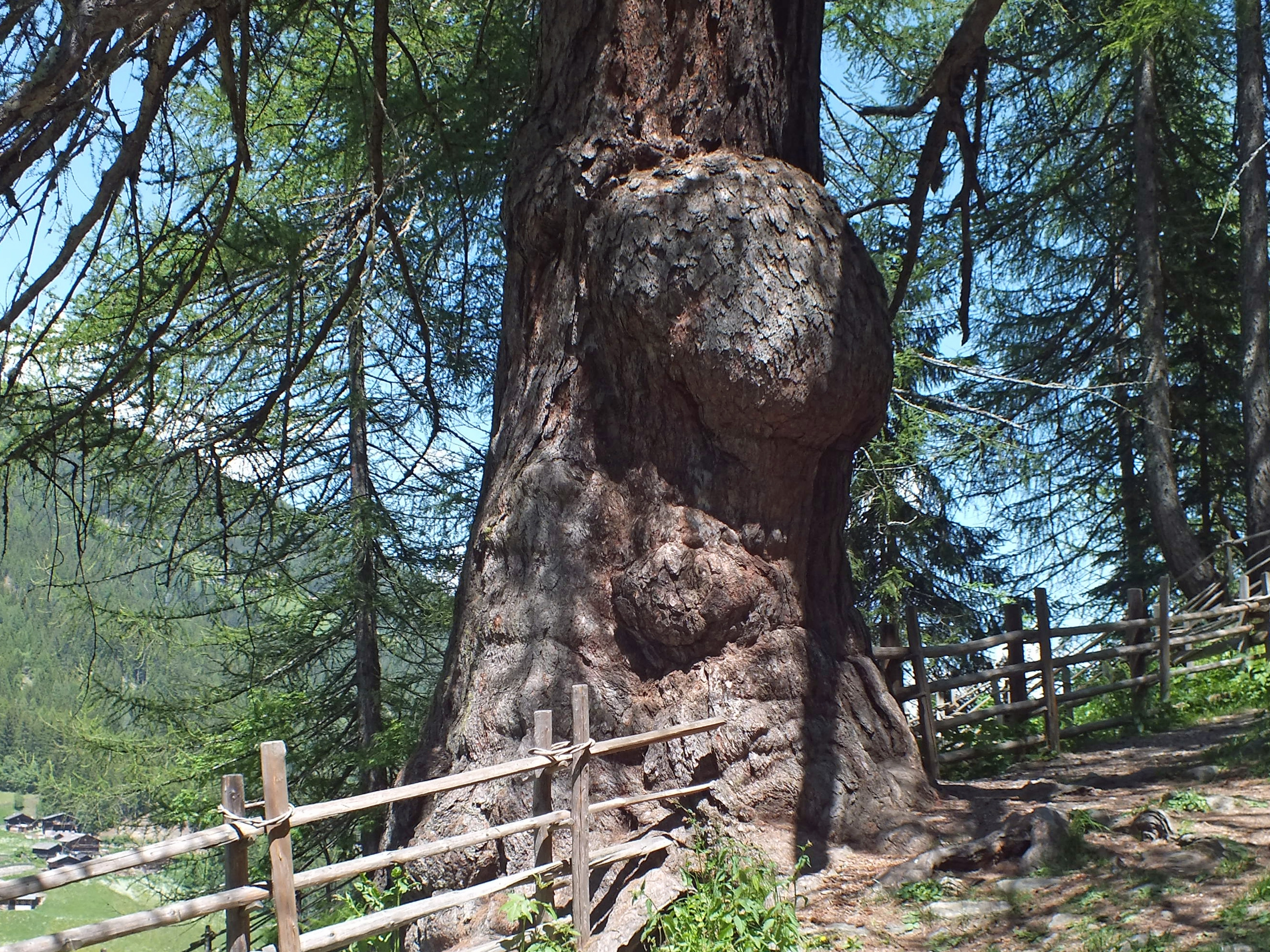
Stamm einer der Urlärchen
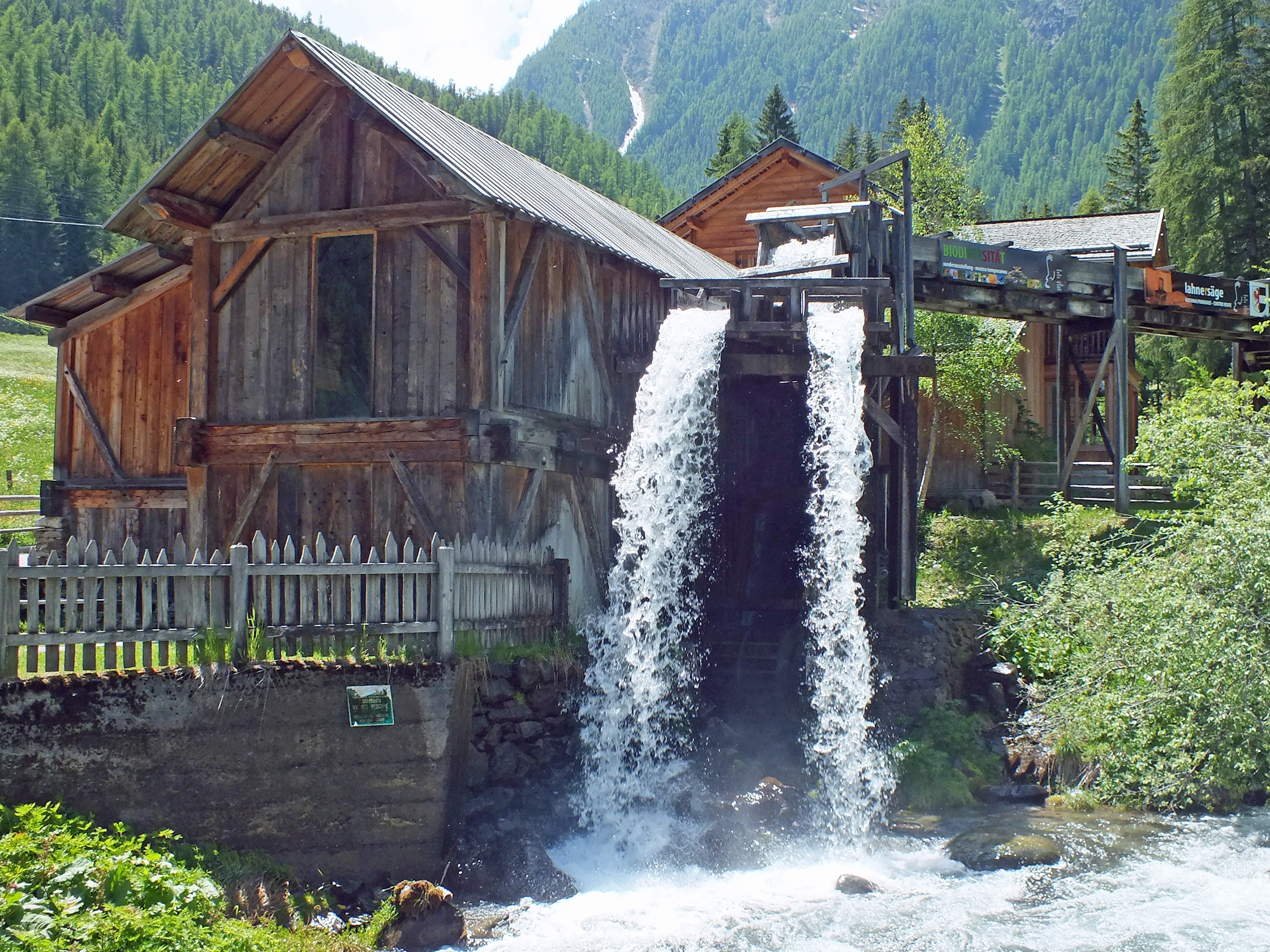
Die Lahnersäge

- Die römisch-katholische Pfarrkirche St. Gertraud.
- Bei St. Gertraud befinden sich die drei Ultner Urlärchen. Das Alter der eingetragenen Naturdenkmäler wird auf 850 Jahre taxiert.
- Die Lahnersäge ist ein Nationalparkhaus des Nationalparks Stilfserjoch. Bis in die 1980er Jahre war sie als Sägemühle in Betrieb. Heute wird die durch die Falschauer angetriebene und komplett restaurierte Säge nur mehr zu Vorführungszwecken verwendet.